# Mauvaises herbes
Mauvaises herbes (Brasil: Sementes Podres / Portugal: Ervas Daninhas) é um filme  de comédia e drama de 2018 escrito e dirigido por Kheiron, que também desempenha o papel principal, com Catherine Deneuve e André Dussollier em papéis principais. Estreou em 21 de novembro de 2018 em cinemas da França e o 21 de dezembro de 2018 na Netflix.
O filme centra-se em Waël, um golpista cuja vida muda quando se vê obrigado a trabalhar como mentor para um grupo de adolescentes que se enfrentam à expulsão da escola.

## Elenco
- Kheiron como Waël
- Catherine Deneuve como Monique
- André Dussollier como Victor
- Louison Blivet como Shana
- Adil Dehbi como Fabrice
- Hakou Benosmane como Karim
- Youssouf Wague como Ludo
- Ouassima Zrouki como Nadia
- Joseph Jovanovic como Jimmy
- Alban Lenoir como Franck

## Estreia
O filme estreou-se o 21 de novembro de 2018 em cinemas franceses, e o 21 de dezembro de 2018 internacionalmente, através da Netflix.

## Recepção
Mauvaises herbes recebeu críticas geralmente positivas de parte da audiência. No site IMDb os usuários atribuíram-lhe uma qualificação de 7.3/10, sobre a base de 2200 votos, enquanto na página site FilmAffinity o filme tem uma qualificação de 6.7/10, baseada em 1105 votos.